# セルゲイ・ラフマニノフの作品一覧
本項はロシアの作曲家、セルゲイ・ラフマニノフの作品の一覧である。

## 交響曲
- 第1番 ニ短調 作品13（1895年）
- 第2番 ホ短調 作品27（1907年）
- 第3番 イ短調 作品44（1936年）

## 管弦楽曲
- 管弦楽のためのスケルツォ  ニ短調（作品番号なし、1887年） - 現存する最初期のラフマニノフ作品
- 交響詩「ロスティスラフ公」（作品番号なし、1891年）
- 交響的幻想曲「岩」作品7（1893年）
- ジプシーの主題による奇想曲 作品12（1894年）
- 交響詩「死の島」作品29（1909年）
- 交響的舞曲 作品45（1940年）

## ピアノ協奏曲・協奏的作品
- 第1番 嬰ヘ短調 作品1（初稿：1891年、改訂稿：1917年）
- 第2番 ハ短調 作品18（1901年）
- 第3番 ニ短調 作品30（1908年）
- 第4番 ト短調 作品40（初稿：1926年、最終決定稿：1941年）
- パガニーニの主題による狂詩曲 作品43（1934年）

## 室内楽曲
- チェロとピアノのためのロマンス ヘ短調（1890年）
- チェロとピアノのための2つの小品 作品2（1892年）
  1. 前奏曲
  2. 東洋風舞曲
- ヴァイオリンとピアノのための2つの小品（サロン小品集） 作品6（1893年）
  1. ロマンス
  2. ハンガリー舞曲
- 悲しみの三重奏曲第1番 ト短調（1892年、モスクワ音楽院在籍中の作品につき作品番号なし、生前未出版）
- 悲しみの三重奏曲第2番 ニ短調作品9（1893年）
- チェロ・ソナタト短調 作品19（1901年）

## ピアノ曲

### 連弾曲など
- 6手のための「ワルツ」（学生時代のプライベートな作品につき作品番号なし、1890年）
- 6手のための「ロマンス」（同上の理由により作品番号なし、1891年）
- 2台のピアノのための「ロシアの主題による狂詩曲」（モスクワ音楽院在籍中の習作につき作品番号なし、1891年）
- 組曲第1番「幻想的絵画」作品5（1893年）
  1. 舟歌 ト短調
  2. 夜—愛 ニ長調
  3. 涙 ト短調
  4. 復活祭 ト短調
- 4手のピアノのための6つの小品作品11（1894年）
  1. 舟歌
  2. スケルツォ
  3. ロシアの歌
  4. ワルツ
  5. ロマンス
  6. 栄光
- 組曲第2番作品17（1901年）
  1. 序奏 ハ長調
  2. ワルツ ト長調
  3. ロマンス 変イ長調
  4. タランテラ ハ短調

### 独奏曲
- 4つの小品（ラフマニノフ自身の手で作品1と番号がつけられていたが、後に作曲されたピアノ協奏曲第1番が正式に作品1となった。1887年?）
  - ロマンス 嬰ヘ短調
  - 前奏曲 変ホ短調
  - メロディー ホ長調
  - ガヴォット ニ長調
- 3つの夜想曲（作品番号なし、1887年?）
  - 嬰ヘ短調
  - ヘ長調
  - ハ短調（楽譜の最後が欠落している）
- 無言歌 ニ短調（作品番号なし、1887年?）
- フーガ ニ短調（作品番号なし、1891年。中間部の楽譜が同じ保管場所の別の箇所に保管されていたために長い間フーガとは気づかれず、「カノン」「小品」と呼ばれていた。2000年に完全版が出版された）
- 前奏曲 ヘ長調（作品番号なし、後の作品2の1の原曲。1891年）
- 幻想的小品集 作品3（1892年、第3曲と第5曲は1940年に改稿）
  1. 悲歌 変ホ短調
  2. 前奏曲 嬰ハ短調
  3. メロディ ホ長調
  4. 道化役者 嬰ヘ短調
  5. セレナード 変ロ短調
- サロン的小品集 作品10（1894年、第5曲のみ1940年に改稿）
  1. 夜想曲 イ短調
  2. 円舞曲 イ長調
  3. 舟唄 ト短調
  4. メロディ ホ短調
  5. ユーモレスク ト長調
  6. ロマンス ヘ短調
  7. マズルカ 変ニ長調
- 楽興の時 作品16（1896年、第2曲のみ1940年に改稿）
  1. 変ロ短調
  2. 変ホ短調
  3. ロ短調
  4. ホ短調
  5. 変ニ長調
  6. ハ長調
- 幻想的小品 ト短調（作品番号なし、1899年）
- フゲッタ ヘ長調（作品番号なし、1899年）
- ショパンの主題による変奏曲 作品22（1903年）
- 10の前奏曲集 作品23（1901年 - 1903年）
  1. 嬰ヘ短調
  2. 変ロ長調
  3. ニ短調
  4. ニ長調
  5. ト短調
  6. 変ホ長調
  7. ハ短調
  8. 変イ長調
  9. 変ホ短調
  10. 変ト長調
- ピアノ・ソナタ第1番 ニ短調 作品28（1907年）
- 13の前奏曲集 作品32（1910年）
  1. ハ長調
  2. 変ロ短調
  3. ホ長調
  4. ホ短調
  5. ト長調
  6. ヘ短調
  7. ヘ長調
  8. イ短調
  9. イ長調
  10. ロ短調
  11. ロ長調
  12. 嬰ト短調
  13. 変ニ長調
- 練習曲集『音の絵』作品33（1910年）
  1. ヘ短調
  2. ハ長調
  3. ハ短調（作曲者によって出版前に削除されたが、没後に手稿が発見され1948年に出版された）
  4. （削除、改作して作品39-6に）
  5. ニ短調（第3曲と同じく1948年に出版）
  6. 変ホ短調
  7. 変ホ長調（「市場の情景」）
  8. ト短調
  9. 嬰ハ短調
- ピアノ・ソナタ第2番 変ロ短調 作品36（1913年、改訂1931年）
- 練習曲集『音の絵』作品39（1916年 - 1917年）
  1. ハ短調
  2. イ短調（「海とかもめ」）
  3. 嬰ヘ短調
  4. ロ短調
  5. 変ホ短調
  6. イ短調（「赤ずきんちゃんと狼」）
  7. ハ短調（「葬送の行進」）
  8. ニ短調
  9. ニ長調（「東洋風行進曲」）
- 前奏曲 ニ短調（作品番号なし、1917年）
- 断片（作品番号なし、1917年）
- オリエンタル・スケッチ（作品番号なし、1917年）
- コレルリの主題による変奏曲 作品42（1931年）

## 声楽曲

### 歌曲
- 聖なる修道院の門の傍らに（作品番号なし、1890年）
- 君には何も語るまい（作品番号なし、A.A.フェート詞、1890年）
- 心よ、お前はふたたび目覚めた（作品番号なし、1890年）
- 四月、春の祭の日（作品番号なし、1891年）
- 夕闇は迫り（作品番号なし、1891年）
- 君は覚えているだろうか、あの夕べを（作品番号なし、1891年）
- 失望した男の歌（作品番号なし、1893年）
- 花はしぼんだ（作品番号なし、1893年）
- 6つのロマンス 作品4（1893年）
  1. いや、お願いだ、行かないで
  2. 朝
  3. 夜のしじまの中で（A.A.フェート詞）
  4. 歌うなかれ、美しい人よ
  5. ああ、私の畑よ
  6. 友よ、そんなに昔だろうか
- 6つのロマンス 作品8（1893年）
  1. 睡蓮
  2. わが子よ、お前は花のように美しい
  3. 想い
  4. 私は悲しくも愛してしまった
  5. 夢
  6. 祈り
- 12のロマンス 作品14（1896年）
  1. 私はあなたを待っている
  2. 小島
  3. 昔から恋には慰めは少なく（A.A.フェート詞）
  4. 私は彼女のもとへ行った
  5. この夏の夜
  6. あなたは皆に愛される
  7. わが友よ、私を信じるな
  8. おお、悲しまないで
  9. 真昼のように美しい彼女
  10. 私の胸のうちに
  11. 春の水
  12. 時は来た
- 君はしゃっくりをしなかったかい、ナターシャ（作品番号なし、1899年）
- 夜（作品番号なし、1900年）
- 12のロマンス 作品21（1906年）
  1. 運命 - ベートーヴェンの交響曲第5番に寄せて
  2. 新しい墓の前で
  3. 夕暮れ
  4. 彼女たちは答えた
  5. リラの花（ライラック）
  6. ミュッセからの断章
  7. ここはすばらしい
  8. まひわの死に寄せて
  9. メロディ
  10. イコンの前に
  11. われは預言者にあらず
  12. 何と苦しいのだろう
- 15のロマンス 作品26（1906年）
  1. あまたの響き
  2. 私はすべてを奪われた
  3. わたしたち一息つけるわ
  4. 二つの別れ
  5. 立ち去ろう、愛しい人よ
  6. キリストは甦りぬ
  7. 子供たちに
  8. 私は許しをこいねがう
  9. 私は再びただ一人
  10. 私の窓辺に
  11. 噴水
  12. 夜は悲しい
  13. きのう私たちは出会った
  14. 指輪
  15. すべては過ぎ去ってゆく
- ラフマニノフからスタニスラフスキーへの手紙（作品番号なし、1906年）
- 14のロマンス 作品34（1912年）
  1. ミューズ
  2. 私たちの誰の心にも
  3. 嵐
  4. 移り行く風
  5. アリオン
  6. ラザロの復活を見て
  7. そんなことはない
  8. 音楽
  9. あなたは彼を知っていた
  10. その日を私は覚えている
  11. 小作人（A.A.フェート詞）
  12. 何という幸せ
  13. 不協和音
  14. ヴォカリーズ
- 『ヨハネ福音書』から（作品番号なし、1915年）
- 6つのロマンス 作品38（1916年）
  1. 夜ふけに私の庭で
  2. 彼女に
  3. ひなぎく
  4. ねずみ捕り
  5. 夢
  6. おーい!

### 合唱曲・カンタータ
- （女声合唱または児童合唱のための）6つの合唱曲 作品15（1896年）
  1. 民族に栄光あれ!
  2. 夜
  3. 松
  4. 波のまどろみ
  5. 籠の鳥
  6. 天使
- カンタータ「春」作品20
- 合唱交響曲『鐘』作品35（1913年、改訂1936年）
- 3つのロシアの歌 作品41（管弦楽伴奏つき、1926年）

### 正教会聖歌
- 合唱聖歌コンチェルト「祈祷に眠らざる生神女」"В молитвах неусыпающую богородицу"[1]（作品番号なし、1893年）
- 聖金口イオアン聖体礼儀 作品31（1910年）
- 徹夜祷 作品37（1915年）

## 歌劇
- アレコ （1892年、モスクワ音楽院の卒業制作につき作品番号なし）
- 吝嗇な騎士 作品24（1904年）
- フランチェスカ・ダ・リミニ  作品25（1898年 - 1905年）

## 未完、構想など

### 歌劇
- モンナ・ヴァンナ（未完）
- エスメラルダ（未完）
- 水の精（構想）
- リチャード二世（構想）
- サランボー（構想）
- 吟遊詩人（構想?）
- 現代の英雄（実現なし）
- 黒衣の僧（実現なし）
- 春の水（構想?）
- The Lull（構想?）
- 勝利の恋の歌（構想?）
- 神秘の島（構想?）
- 薔薇と十字架

### その他
- 交響曲ニ短調（未完、一楽章のみ）
- 交響詩 マンフレッド（消失）
- 交響曲（スケッチのみ）
- バレエ音楽 スキタイ人（未完）
- 劇付随音楽? リア王
- 交響的絵画 大戦争（構想?）
- 「ドン・ジュアン」に基づくリスト風の2つのエピソード（作曲者により破棄された）
- 習作 嬰ヘ短調（消失、1886年?）
- 弦楽四重奏曲（2曲、未完）

## 編曲

### 管弦楽曲に
- ヴォカリーズ（同名の歌曲 作品34-14を編曲）

### 2台のピアノのために
- 交響的舞曲 作品45（オーケストレーションに先立って完成）

### 4手のピアノのために
- チャイコフスキー：バレエ音楽『眠れる森の美女』
- グラズノフ：交響曲第6番
- イタリア風ポルカ（イタリアで聴いた辻音楽師の演奏を元に作曲、後に自身でトランペットのためのパートを付け加えている。作品番号なし、1906年）

### ピアノ独奏曲に
- バッハ：無伴奏ヴァイオリンのためのパルティータ第3番より
  - 前奏曲
  - ガヴォット
  - ジグ
- アメリカ合衆国国歌「星条旗」（1918年）
- シューベルト：いずこへ（歌曲集『美しき水車小屋の娘』より、1925年）
- メンデルスゾーン：スケルツォ（劇付随音楽『夏の夜の夢』より、1934年）
- V.R.のポルカ（原曲はフランツ・ベーア作曲の「笑う小娘」、1911年）
- ビゼー：『アルルの女』第1組曲より「メヌエット」　（1900年、出版1950年）
- ムソルグスキー：ホパーク（歌劇『ソロチンスクの市』より、1923年 - 1924年）
- チャイコフスキー：「子守唄」作品16-1（1941年）
- リムスキー＝コルサコフ：「くまんばちは飛ぶ」（歌劇『皇帝サルタンの物語』より、1931年ごろ）
- ラフマニノフ：歌曲「ライラック」作品21-5（1941年）
- ラフマニノフ：歌曲「ひなげし」作品38-3（1924年頃?）
- ラフマニノフ：シメオンの讃め歌（『徹夜祷』作品37-5、1934年、未発表・未出版のまま）
- クライスラー：愛の喜び（1920年、出版1923年）
- クライスラー：愛の悲しみ（1920年、1923年出版）